# Mihai Baciu
Mihai Baciu (n. 1 martie 1945) este un fost deputat român în legislatura 1996-2000 și legislatura 2000-2004, ales în județul Iași pe listele partidului PD. În legislatura 1996-2000, Mihai Baciu a fost membru în grupurile parlamentare de prietenie cu UnESCO, Republica Finlanda și Marele Ducat de Luxemburg. În legislatura 2000-2004, Mihai Baciu a fost membru în grupurile parlamentare de prietenie cu Republica Guineea, India, Republica Arabă Egipt, Bosnia și Herțegovina. Mihai Baciu este profesor universitar la Facultatea de Filozofie a Universității A. I. Cuza.  Din 2013, Mihai Baciu este Consul General la Bălți, Republica Moldova. 